# Pedagoška enota za šport, Filozofska fakulteta v Ljubljani
Pedagoška enota za šport deluje na Filozofski fakulteti v Ljubljani, kot organizacijska enota. Ima že dolgo tradicijo saj je šport na fakulteti pomemben zaradi razvoja osebnosti in vrednot. Njihovo glavno vodilo je »Sit mens sana in corpore sano«. Programi na tem oddelku so vzgojno - izobraževalno, preventivno - zdravstveno in rekreativno usmerjeni. Študenti se naučijo osnov športa ali svoje znanje v športu še dodatno izpopolnijo, naučijo se o higieni telesne drže, o vplivu napora na telo, o zdravem načinu življenja ter o vajah za hrbtenico, spoznajo pa tudi, kako preživljati prosti čas. 
Športna vzgoja na Filozofski fakulteti je obvezna v štirih semestrih štiriletnih programov. Obveznost lahko opravijo z brezplačnimi ali plačljivimi programi. Za študente in študentke, ki pa obiskujejo bolonjske študijske programe športna vzgoja ni obvezna, lahko pa se prostovoljno vključujejo v programe, ki jih nudi Pedagoška enota za šport. 
Pedagoška enota za šport izvaja različne obštudijske dejavnosti, tako se lahko vsi študenti, ki si niso izbrali šport kot izbirni predmet, vseeno priključijo k športnim aktivnostim, ki jih ponujajo. Izvajajo različne aktivnosti v športnih dvoranah, kot npr. razne vrste aerobike, košarko, badminton, odbojko. Prav tako pa izvajajo aktivnosti v naravi, npr. smučanje, hoja in tek v naravi, pohodništvo, planinstvo.  
Izbirni predmet Šport in humanistika je na voljo že od leta 2009/2010 in na ta predmet se lahko prijavijo vsi študentje, ki so vpisani v prenovljene študijske programe filozofske fakultete. Predmet Šport in humanistika pa je vreden 5 kreditnih točk.
Predmet je sestavljen iz teoretičnega dela ter praktičnega dela. Študent mora biti na praktičnem delu vsaj 10x v enem semestru. Termini za opravljanje praktičnega dela so zadnja dva tedna v študijskem letu (konec meseca maja oz. začetek meseca junija). 
Pedagoška enota za  šport izvaja tudi predmet, ki je primeren za študente s posebnimi potrebami. Ravno tako lahko izberejo športno panogo zgolj kot obliko rekreacije. Športi med katerimi lahko izbirajo so objavljeni na urniku (nosilec športnih aktivnosti za študente s posebnimi potrebami je Maja Krpan Božič).
Predstojnik Pedagoške enota za šport v šolskem letu 2014/2015 je Gregor Hribar. Ostali predavatelji so Aleš Močilnik, Metka Jerman Šenica in Maja Krpan Božič. 
Enota se vključuje v Individualna prvenstva Univerze. Študentske ekipe sodelujejo v športnih igrah kot so košarka, odbojka, nogomet, orientacijski tek in tudi jadranje.